# R. M. Renfield
R. M. Renfield est un personnage du célèbre roman de Bram Stoker : Dracula. Il est soigné dans un hôpital psychiatrique par le docteur John Seward, qui qualifie notamment son patient en ces termes : « Renfield est un maniaque homicide d'une espèce particulière. Je vais devoir inventer une nouvelle classification pour son cas – je l’appellerai un maniaque zoophage. Il ne désire rien que d'absorber le plus de vie possible ».
R. M. Renfield est une victime du comte Dracula. Il est, dans ses moments de lucidité, partagé entre sa soumission au comte et son envie de rébellion contre lui.

## Apparitions au cinéma et à la télévision
- Dans Nosferatu le vampire (1922) de Friedrich Wilhelm Murnau, très inspiré du roman de Bram Stoker, le personnage est renommé Knock et interprété par Alexander Granach.
- Dans Dracula (1931), le personnage est campé par Dwight Frye.
- Dans le film espagnol Drácula (1931), il est incarné par Pablo Álvarez Rubio.
- Dans Les Nuits de Dracula (1970) de Jesús Franco, Klaus Kinski interprète un Renfield muet.
- Dans la mini-série britannique Count Dracula (1977), c'est Jack Shepherd qui tient le rôle.
- Dans Dracula (1979) de John Badham, Tony Haygarth incarne un personnage nommé Milo Renfield.
- Dans Nosferatu, fantôme de la nuit (1979) de Werner Herzog, Renfield est campé par Roland Topor.
- Dans Le Vampire de ces dames (1979), Arte Johnson incarne Renfield.
- Dans Dracula (1992) de Francis Ford Coppola, c'est le chanteur Tom Waits qui l'incarne.
- Dans le film parodique Dracula, mort et heureux de l'être (1995) de Mel Brooks, Peter MacNicol incarne un personnage nommé Thomas Renfield rappelant la version interprétée par Dwight Frye dans le film de 1931.
- Simon Ludders incarne le personnage dans la série télévisée Young Dracula (2006-2014).
- Dans Dracula (2012) de Dario Argento, Giovanni Franzoni incarne Renfield.
- Dans la série télévisée américaine Dracula (2013), c'est l'acteur britannique Nonso Anozie qui tient le rôle.
- Samuel Barnett incarne Renfield dans la saison 3 de Penny Dreadful.
- Il est présent dans le film d'animation Happy Family (2017).
- Dans la mini-série britannique Dracula (2020), Mark Gatiss incarne un personnage nommé Frank Renfield et présenté comme l'avocat du comte Dracula.
- Il est le personnage principal du film Renfield (2023) de Chris McKay, où il y est interprété par Nicholas Hoult.
- Dans Nosferatu (2024) de Robert Eggers, Knock est interprété par Simon McBurney.